# Nowe Skalmierzyce

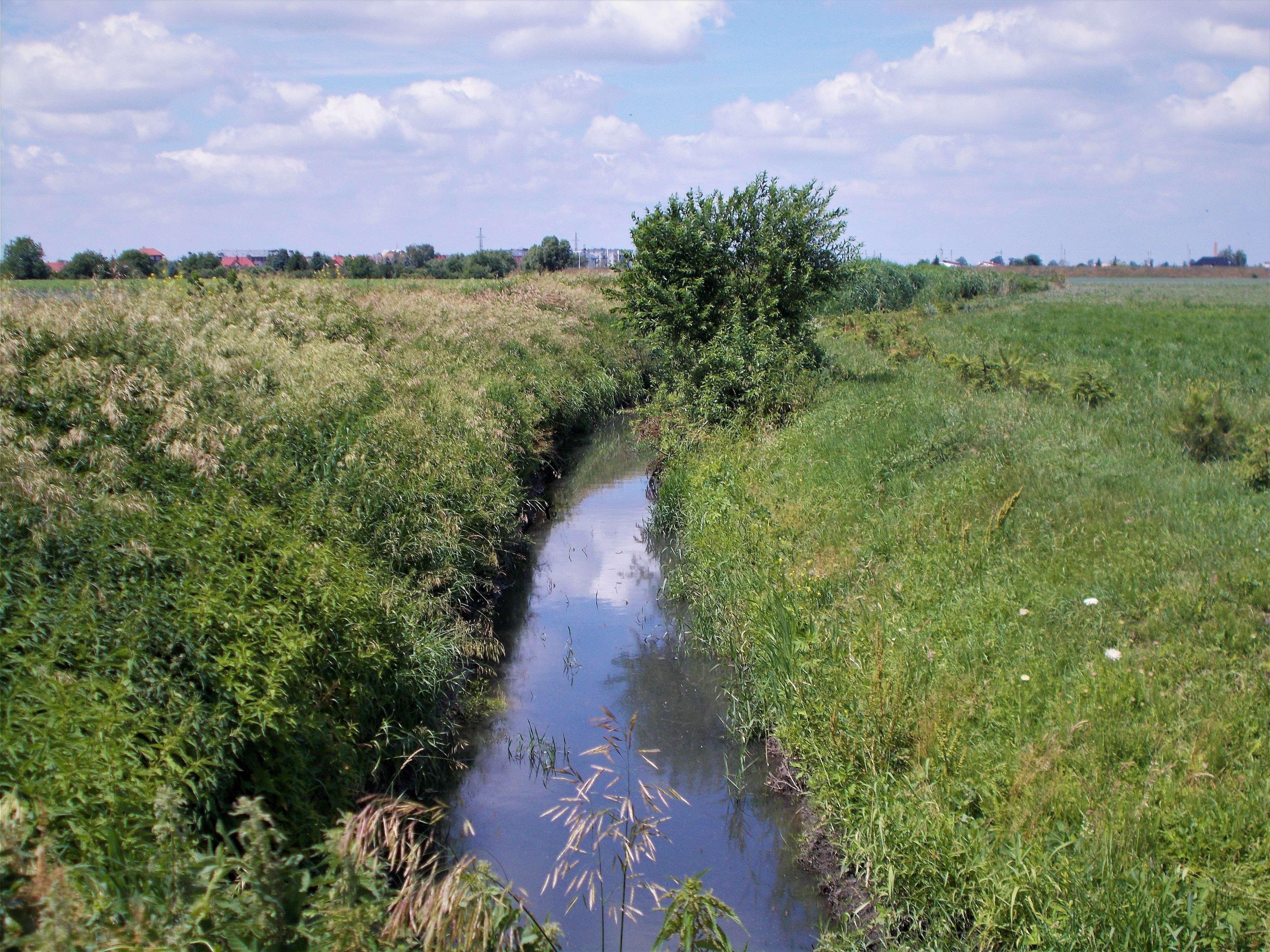
Lipówka w okolicach Nowych Skalmierzyc (2018)

Nowe Skalmierzyce (niem. Neu Skalmirschütz, do 17 lipca 1962 Skalmierzyce Nowe) – miasto w województwie wielkopolskim, w powiecie ostrowskim, w gminie Nowe Skalmierzyce, na Wysoczyźnie Kaliskiej, w Kaliskiem, ośrodek przemysłowy w Kaliskim Okręgu Przemysłowym, w aglomeracji kalisko-ostrowskiej, graniczy z Kaliszem, wsią Skalmierzyce, ok. 15 km na wschód od Ostrowa Wielkopolskiego.
Według danych z 1 stycznia 2024 roku miasto liczyło 4578 mieszkańców.
Od czerwca 1993 roku miasto corocznie obchodzi „Dni Miasta Nowe Skalmierzyce”.

## Położenie
Nowe Skalmierzyce leżą w południowej części Wielkopolski, w środkowej części Niziny Południowowielkopolskiej, w południowej części Wysoczyzny Kaliskiej.
Od strony północnej granicę miasta ze Szczypiornem, wyznacza struga Lipówka, od wschodu graniczą z wsią Mączniki, od zachodu ze Skalmierzycami, od południa ze Śliwnikami.
1 stycznia 2024 roku powierzchnia miasta wynosiła 1,58 km².

## Historia

### Powstanie miejscowości
W 1815 roku utworzono Królestwo Polskie, wieś Skalmierzyce znalazła się poza granicami Królestwa Polskiego, włączono ją do Królestwa Prus; w 1823 roku przeprowadzono demarkację granicy polsko-pruskiej, a przy granicy zbudowano komorę celną.
Nowe Skalmierzyce powstały w 1908 roku w wyniku wyodrębnienia przez ówczesne władze Cesarstwa Niemieckiego części gruntów wsi Skalmierzyce. Nowej osadzie administracja niemiecka nadała zgermanizowaną nazwę Neu Skalmirschütz.
Gwałtowny rozwój miejscowości podlegał historycznym czynnikom, wytyczeniu granicy między zaborem pruskim (wieś Skalmierzyce) a zaborem rosyjskim (Szczypiorno), powstaniu komory celnej, doprowadzeniu w roku 1896 linii kolejowej z Ostrowa Wielkopolskiego przez Czekanów i Ociąż oraz jej dalszej rozbudowie w 1906 roku w wyniku połączenia z Koleją Warszawsko-Kaliską, nadając stacji funkcję granicznej–przeładunkowej (do 1919).
W latach 1904–1913 w osadzie wzniesiono zespół budynków kolejowych w tym: wybudowany w ciągu 11 miesięcy, monumentalny, neogotycki gmach dworca kolejowego (1905–1906) w którym w 1913 roku doszło do spotkania dwóch monarchów – cesarza Wilhelma II i cara Mikołaja II, neogotycki budynek poczty kolejowej (pocz. XX w.), pięciokondygnacyjna nastawnia (ok. 1910), zabudowa ul. Kolejowej (1910), neogotycka wieża ciśnień (1913). W miejscowości funkcjonowała niemiecka szkoła, komisariat policji, zbór protestancki, w 1908 roku wybudowano budynek kolejowej kantyny, funkcjonujący w późniejszych latach jako kino „Kolejarz” (obecnie sala kinowo-widowiskowa „Stare Kino”).
27 grudnia 1918 roku wielu polskich mieszkańców Skalmierzyc przystąpiło do powstania wielkopolskiego, biorąc udział w walkach nad granicą między Boczkowem a Szczypiornem (w walkach poległ Jan Mertka), po dwóch dniach powstańcy przejęli kontrolę nad osadą Skalmierzyce Nowe. Formalnie miejscowość została włączona do Polski wraz z większością historycznej Wielkopolski w 1919 roku na mocy traktatu wersalskiego. Po odzyskaniu niepodległości miejscowość utraciła graniczną lokalizację, co wpłynęło na spowolnienie tempa życia i rozwoju gospodarczego. W latach 20. XX w. nastąpiło stopniowe ożywienie m.in. założono stację parowozów, rozbudowano szkołę i utworzono parafię Bożego Ciała.

### II wojna światowa
Przed wybuchem II wojny światowej w Skalmierzycach Nowych mieszkało około 3000 mieszkańców, a w miejscowości znajdowały się 153 budynki (w większości należące do PKP). W 1939 roku miejscowość została zajęta przez wojska niemieckie, a następnie wcielona do III Rzeszy. Administracja niemiecka stworzyła dla niej nowe nazwy: w latach 1940–1943 Neu Skalden, 1943–45 Kalmen. W miejscowej szkole umieszczono hitlerowski obóz przejściowy (niem. Lager Skalmirschütz, później Neu Skalden) i obóz pracy dla ludności polskiej (tablica pamiątkowa znajduje się na budynku szkoły). W roku 1943 dokonano tam akcji sabotażowej – spalono 40 wagonów z paszą, a w 1944 roku wykolejono transport wojskowy.

### Prawa miejskie
W latach 1956–1962 Skalmierzyce Nowe miały status osiedla przemysłowego. 18 lipca 1962 roku miejscowość uzyskała status miasta, zmieniając nazwę na Nowe Skalmierzyce. Nowe Skalmierzyce są jedynym miastem w Polsce, na którego terenie nie znajduje się siedziba gminy – siedziba gminy Nowe Skalmierzyce mieści się we wsi Skalmierzyce. Miasto było siedzibą gminy do 30 grudnia 1999 roku.
W 2015 roku przy obecnej granicy Nowych Skalmierzyc i Kalisza utworzono tzw. Skwer historyczny, odnoszący się do historycznego przejścia granicznego z czasów zaborów pomiędzy Prusami a Rosją oraz skomponowano inspirowany melodiami regionalnymi hejnał miasta.

## Części miasta
Części miasta według TERYT:
- Błonie
- Podkoce (położone po wschodniej stronie linii kolejowej)

Nieoficjalne:
- Osiedle Montex

## Przynależność administracyjna
| Okres     | Flaga  | Państwo                                   | Jednostka administracyjna                                                 |
| --------- | ------ | ----------------------------------------- | ------------------------------------------------------------------------- |
| 1908–1918 |        | Królestwo Prus                            | Prowincja poznańska, powiat ostrowski, zabór pruski ziem Rzeczypospolitej |
| 1919–1939 | Polska | Rzeczpospolita Polska                     | województwo poznańskie, powiat ostrowski                                  |
| 1939–1945 | /      | III Rzesza / terytorium okupowanej Polski | okręg Kraj Warty, rejencja kaliska; od 1941 rejencja łódzka               |
| 1945–1975 | Polska | Rzeczpospolita Polska                     | województwo poznańskie, powiat ostrowski                                  |
| 1975–1998 | Polska | Rzeczpospolita Polska                     | województwo kaliskie                                                      |
| 1999–     | Polska | Rzeczpospolita Polska                     | województwo wielkopolskie, powiat ostrowski                               |

## Samorząd
Mieszkańcy gminy wybierają do rady 15 radnych.
Została ustanowiona jednostka pomocnicza gminy obejmująca całe miasto o nazwie Samorząd Mieszkańców Miasta Nowe Skalmierzyce. Organem uchwałodawczym jest ogólne zebranie stałych mieszkańców. Organem wykonawczym jest przewodniczący zarządu, którego wspomaga organ pomocniczy – zarząd składający się z 3 do 7 członków.

## Demografia

### Ludność
Według danych z lat 2002–2022 liczba mieszkańców spadła o 13,3%.
| Liczba mieszkańców Nowych Skalmierzyc według danych GUS | Liczba mieszkańców Nowych Skalmierzyc według danych GUS | Liczba mieszkańców Nowych Skalmierzyc według danych GUS | Liczba mieszkańców Nowych Skalmierzyc według danych GUS | Liczba mieszkańców Nowych Skalmierzyc według danych GUS |
| Data (stan na 1 stycznia)                               | Liczba ludności                                         | Przyrost                                                | Gęst. zaludnienia [os./km²]                             | Powierzchnia [km²]                                      |
| ------------------------------------------------------- | ------------------------------------------------------- | ------------------------------------------------------- | ------------------------------------------------------- | ------------------------------------------------------- |
| 2008                                                    | 5016                                                    | –                                                       | 3175                                                    | 1,58                                                    |
| 2013                                                    | 4855                                                    | 161                                                     | 3073                                                    | 1,58                                                    |
| 2014                                                    | 4830                                                    | 25                                                      | 3057                                                    | 1,58                                                    |
| 2015                                                    | 4871                                                    | 41                                                      | 3083                                                    | 1,58                                                    |
| 2016                                                    | 4832                                                    | 39                                                      | 3052                                                    | 1,58                                                    |
| 2017                                                    | 4817                                                    | 15                                                      | 3049                                                    | 1,58                                                    |
| 2018                                                    | 4798                                                    | 19                                                      | 3037                                                    | 1,58                                                    |
| 2019                                                    | 4770                                                    | 28                                                      | 3019                                                    | 1,58                                                    |
| 2020                                                    | 4752                                                    | 18                                                      | 3008                                                    | 1,58                                                    |
| 2021                                                    | 4744                                                    | 8                                                       | 3003                                                    | 1,58                                                    |
| 2023                                                    | 4661                                                    | 83                                                      | 2950                                                    | 1,58                                                    |

### Piramida wieku

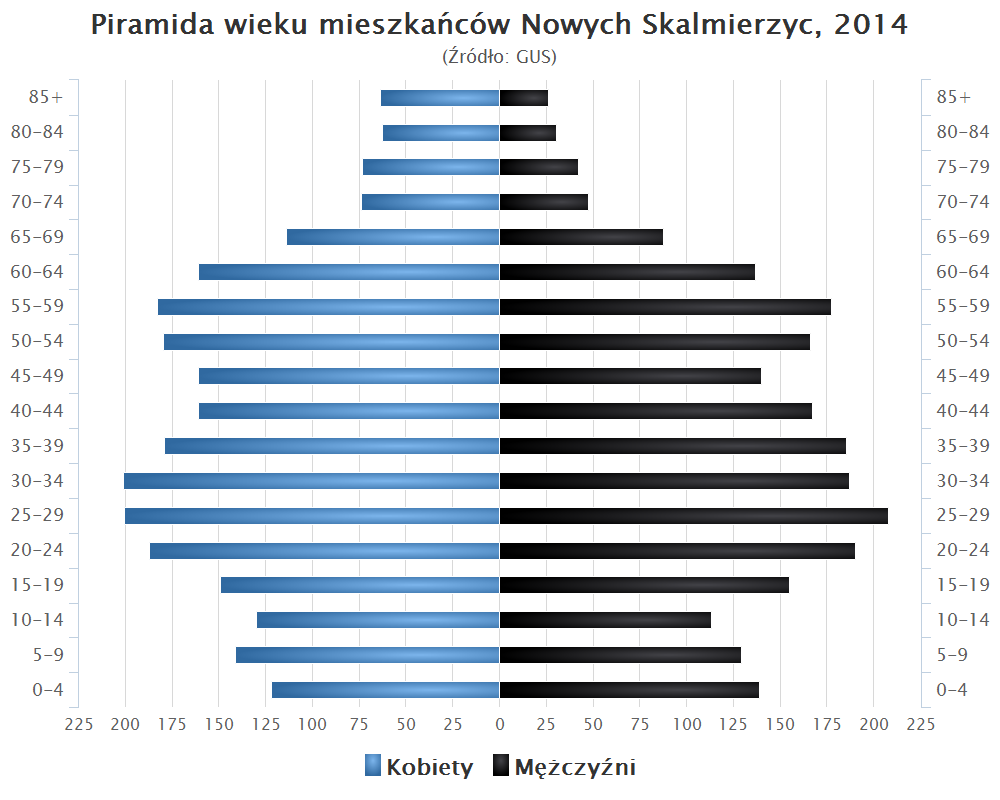
Piramida wieku mieszkańców Nowych Skalmierzyc w 2014 roku

## Gospodarka

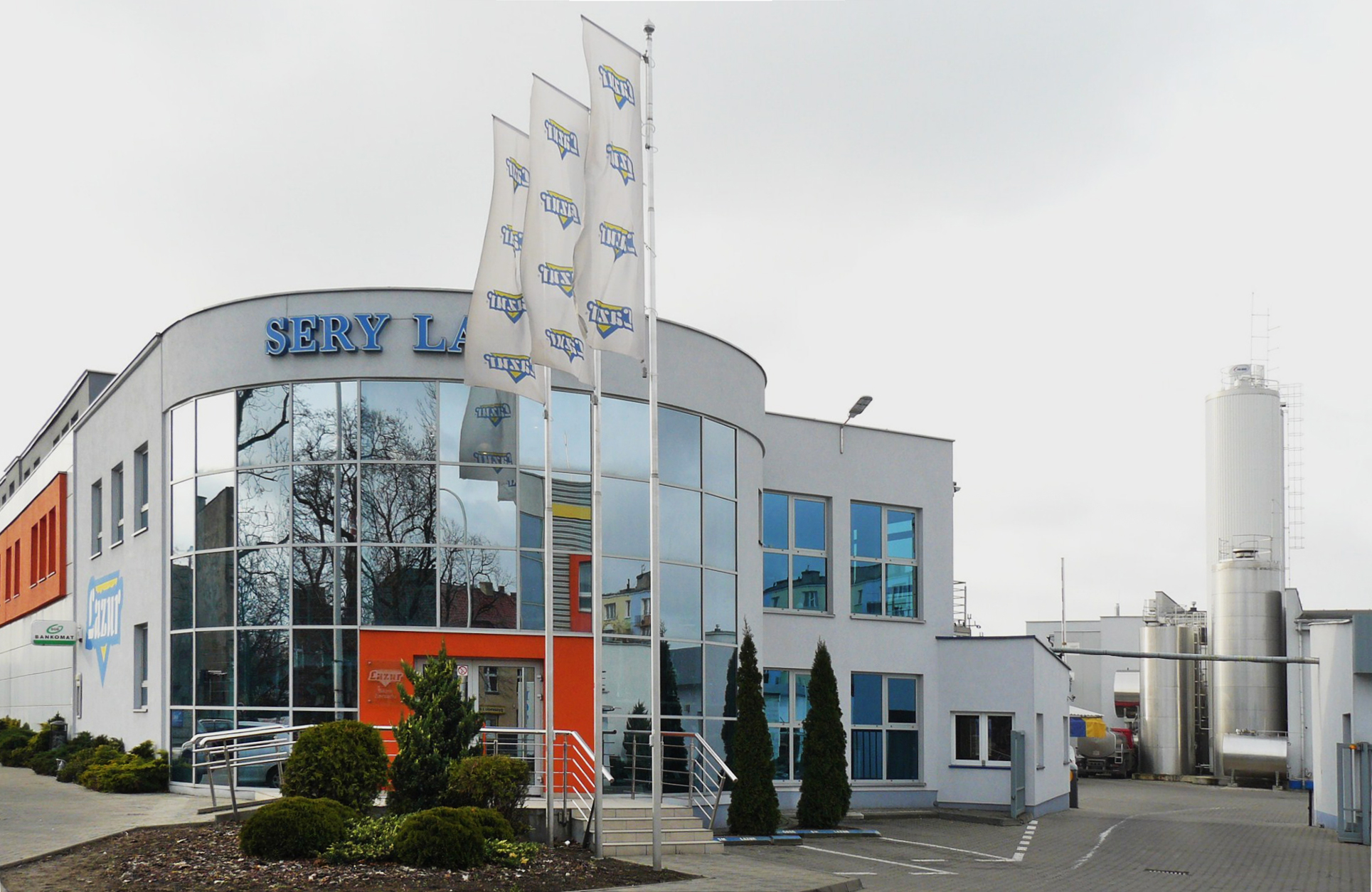
Lazur – Spółdzielczy Związek Grup Producentów Rolnych

Miasto leży w podstrefie Łódzkiej Specjalnej Strefy Ekonomicznej; jeden z ośrodków aglomeracji kalisko-ostrowskiej i Kaliskiego Okręgu Przemysłowego.
| Największe firmy na terenie Nowych Skalmierzyc                              | Największe firmy na terenie Nowych Skalmierzyc   |
| Nazwa firmy                                                                 | Branża/przemysł                                  |
| --------------------------------------------------------------------------- | ------------------------------------------------ |
| Admat Sp. z o.o.                                                            | spożywcza (lody, mrożonki)                       |
| Comforty (Com40) (funkcjonuje od 2000)                                      | meble tapicerowane                               |
| Halfen Produkcja Sp. z o.o.                                                 | zamocowania technologiczne dla branży budowlanej |
| Piano Fiks (funkcjonuje od 1983)                                            | renowacja pianin                                 |
| Pupil Foods Sp. z o.o. (funkcjonuje od 1996)                                | produkcja karmy dla zwierząt                     |
| Lazur – Spółdzielczy Związek Grup Producentów Rolnych (funkcjonuje od 1929) | spożywcza (sery)                                 |
| Vossloh Skamo                                                               | produkcja elementów infrastruktury kolejowej     |

## Transport

### Transport drogowy

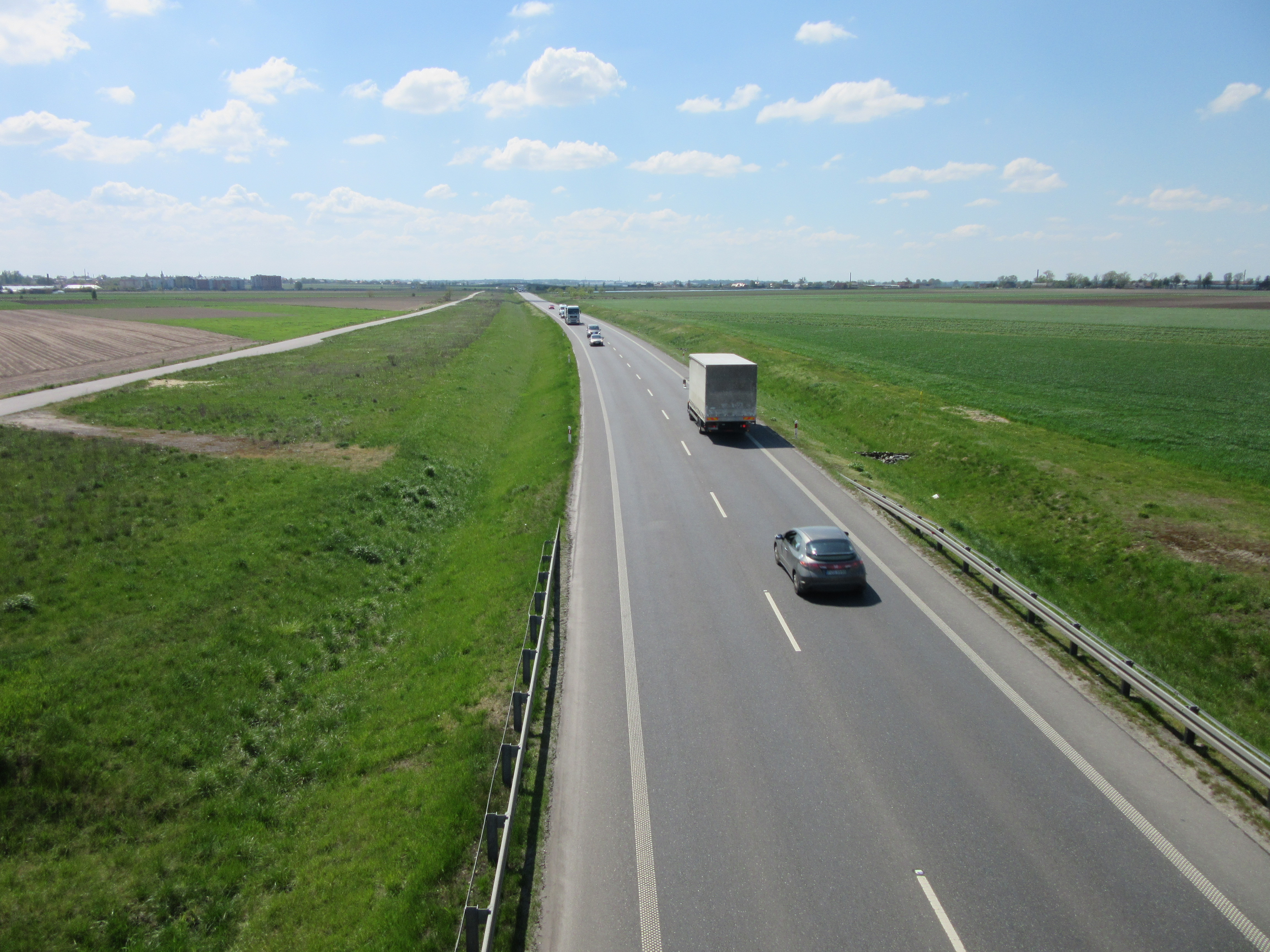
Obwodnica Nowych Skalmierzyc

Głównym traktem Nowych Skalmierzyc jest ulica Kaliska, stanowiła ona część drogi krajowej nr 25 – dla której 14 września 2009 roku otwarto obwodnicę na trasie: Bobolice – Bydgoszcz – Kalisz – Ostrów Wielkopolski – Oleśnica.
Na dzień 27 lipca 2018 roku miasto posiadało 26 ulic i 1 plac.

### Transport kolejowy

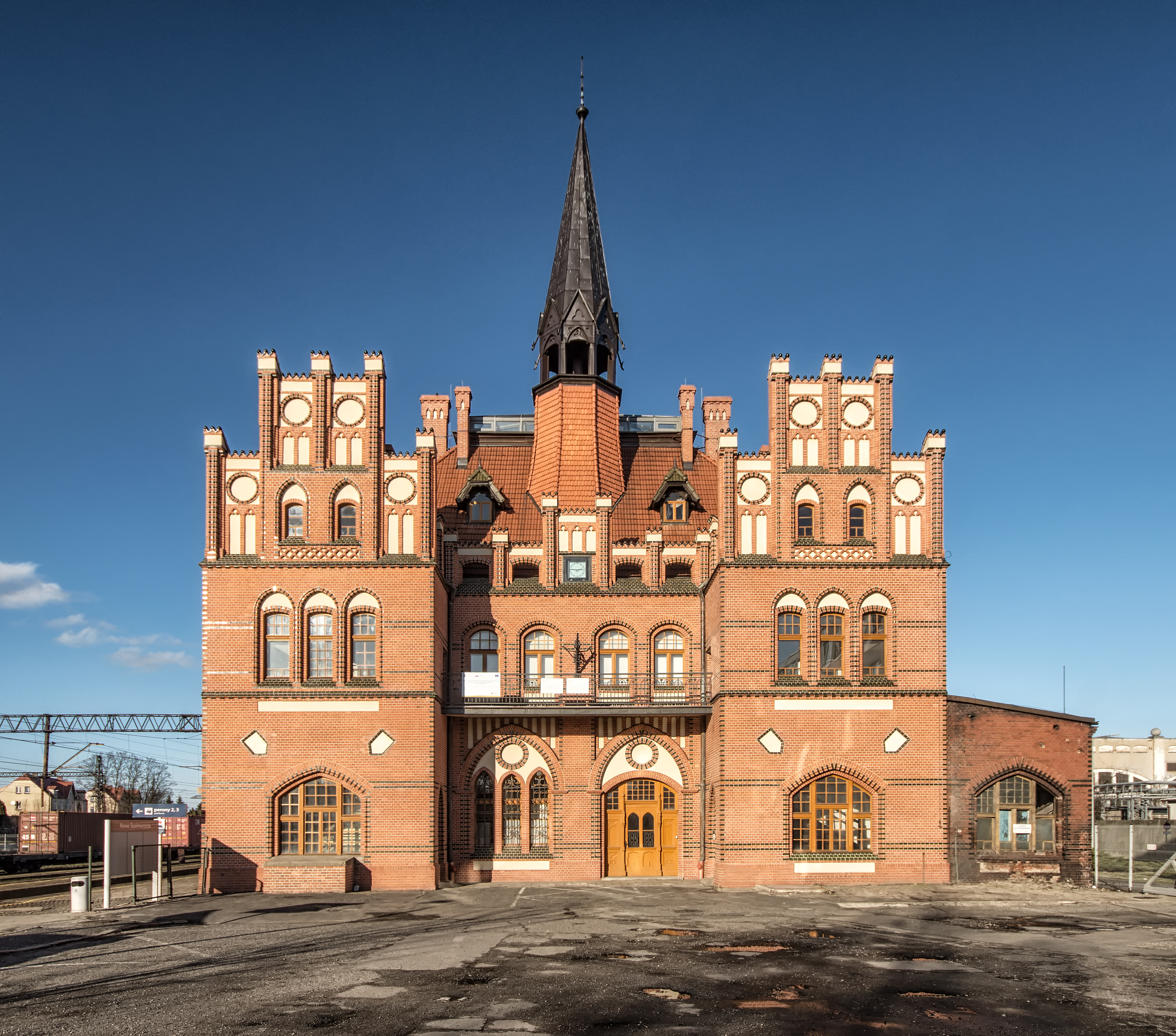
Elewacja dworca kolejowego

- 14 Łódź Kaliska – Kalisz – Kalisz Szczypiorno – Nowe Skalmierzyce – Ociąż – Czekanów – Ostrów Wielkopolski – Tuplice

Początki kolei żelaznych w Nowych Skalmierzycach sięgają 1896 roku, kiedy to uruchomiono linię kolejową z Ostrowa. Pierwszy budynek dworca został usytuowany na Placu Wolności, dziś pełni on funkcje mieszkaniowe.
W latach 1905–1906 wybudowano nowy, monumentalny neogotycki dworzec kolejowy, który miał charakter graniczny do roku 1919. Gmach przetrwał II wojnę światową w niezmienionej formie. Aktualnie ze stacji w Nowych Skalmierzycach, pociągi zapewniają bezpośrednie połączenie z trzema najbliższymi aglomeracjami, tj. Poznaniem, Wrocławiem i Łodzią.

### Transport autobusowy

#### Linie podmiejskie
| Nr linii | Trasa | Przewoźnik                |
| -------- | --- | ------------------------- |
| 19       | Kalisz: Majkowska Medix/Wał Bernardyński Bażancia ↔ Nowe Skalmierzyce Rynek ↔ Skalmierzyce                    | Kaliskie Linie Autobusowe |
| M        | Ostrów Wielkopolski: Lotnicza Poznańska/Dworzec PKP ↔ Nowe Skalmierzyce ↔ Kalisz: Parczewskiego/Pucka szpital | MZK Ostrów Wielkopolski   |

Od 1 stycznia 2023 roku Kaliskie Linie Autobusowe zlikwidowały kursy linii 19E do Ostrowa Wielkopolskiego (skracając trasę do Skalmierzyc), a Gmina Nowe Skalmierzyce zrezygnowała z połączenia linii nr 20 MZK Ostrów Wielkopolski z Ostrowa Wielkopolskiego przez Biskupice Ołoboczne do Nowych Skalmierzyc z powodu zbyt wysokiego wzrostu kosztów, którą gmina musiałaby wnieść do MZK. Kaliska Spółka KLA zlikwidowała także kursy linii nr 15 do Skalmierzyc.

## Turystyka i zabytki

### Zabytki
Obiekty wpisane w rejestr zabytków województwa wielkopolskiego:
- neogotycki budynek dworca celnego w zespole dawnej stacji granicznej (1905–1906),
- szkoła ul. Kaliska 52 (1909, 1929–1930),
- neobarokowy poewangelicki kościół pw. Matki Bożej Nieustającej Pomocy, obecnie rzymskokatolicki (1911),
  -  plebania (pocz. XX w.).

Pozostałe historyczne obiekty:
- stary dworzec kolejowy (1895–1896),
- architektura neogotycka:
  - budynek dawnej poczty kolejowej (pocz. XX w.),
  - wieża ciśnień przy ul. 29 Grudnia (1913),
  - przepompownia przy ul. 29 Grudnia,
- budynek dawnego hotelu „Mamelok” przy ul. Kaliskiej (XIX w.),
- zabudowa Placu Wolności z budynkiem dawnego hotelu „Sperling” (przełom XIX/XX w.),
- kamienica tzw. cła przy ul. Kaliskiej 36 (przełom XIX/XX w.)[35],
- cmentarz ewangelicki przy ul. Hallera (pocz. XX w.)[36],
- kamienica przy ul. 3 Maja 32 (1908)[37][38],
- trzykondygnacyjna kamienica przy ul. Wyszyńskiego 10 (1909)[38],
- zabudowa ulicy Kolejowej (1910),
- nastawnia (ok. 1910),
- kamienica przy ul. Wyszyńskiego 8 (1913),
- zabudowa ulicy 3 Maja,
- rzymskokatolicki kościół pw. Bożego Ciała (1931–1932)[39];
  - zespół witraży (1949)[9],
  - wieża (2008).

### Turystyka
Najbardziej rozpoznawalnym elementem architektury Nowych Skalmierzyc jest neogotycki dworzec kolejowy, wpisany w 2017 roku w rejestr zabytków. Przez miasto przebiega  szlak rowerowy im. Fryderyka Chopina (59 km) z Ostrowa Wielkopolskiego przez Lewków, Kwiatków, Ociąż, Skalmierzyce, Nowe Skalmierzyce i dalej Śliwniki, Biskupice Ołoboczne, Kęszyce, Mikstat do Antonina.

#### Baza noclegowa
- Hotel Lazur ***

## Przyroda
W 2016 na terenie miasta posadzono 67 brzóz pożytecznych.
Tereny zielone
| Nazwa                                                                          | Zdjęcie |
| ------------------------------------------------------------------------------ | ------- |
| Park Miejski wraz ze skateparkiem o pow. ok. 2 ha (zał. w latach 2010–2011)    |         |
| Skwer Czytelnika (przy Bibliotece Publicznej Gminy i Miasta Nowe Skalmierzyce) |         |
| Skwer (Plac Wolności)                                                          |         |

## Edukacja

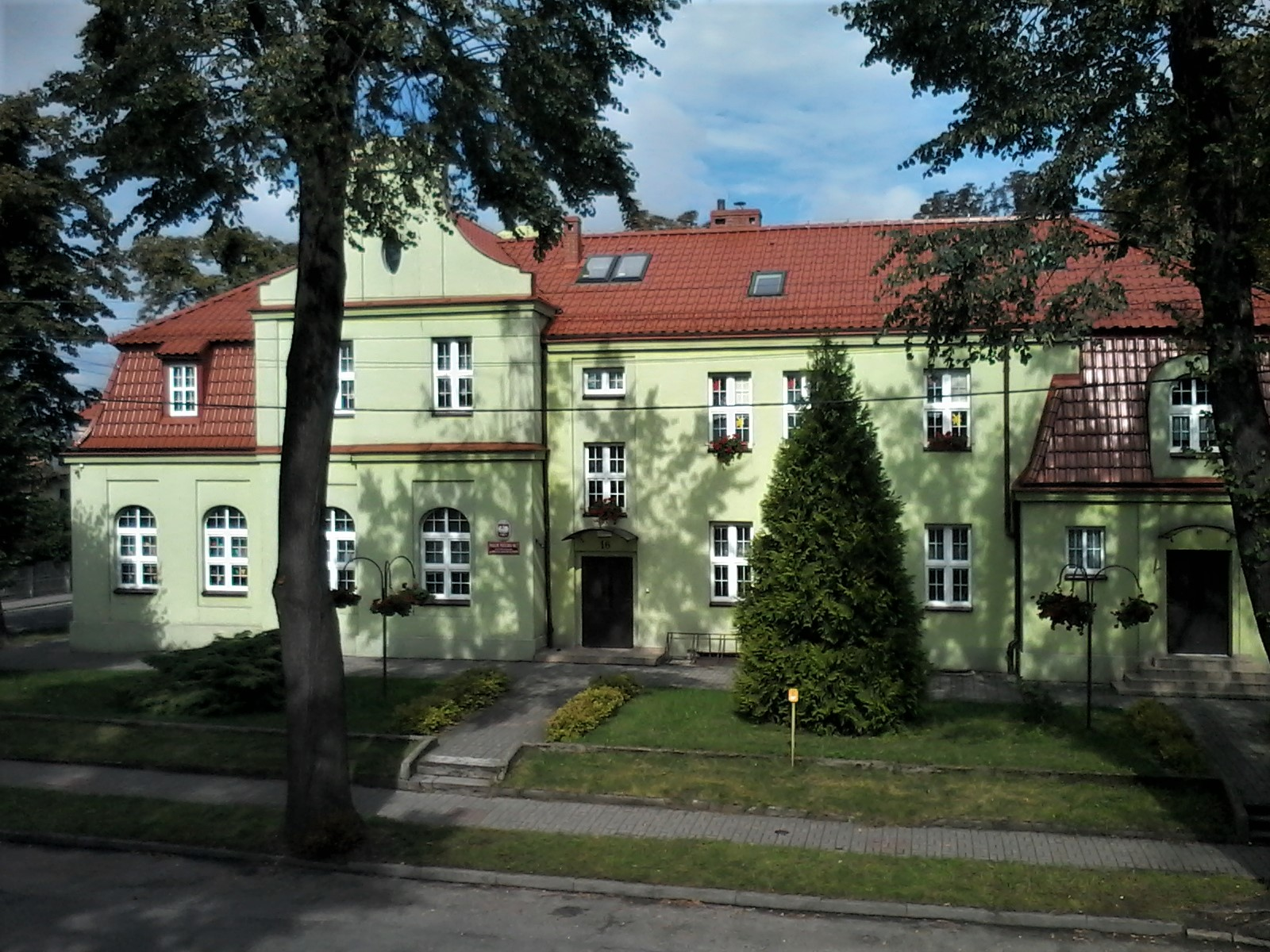
Publiczne Przedszkole nr 2 „Pod Kasztanami”

| Placówka          | Nazwa                                                                | Adres                         |
| ----------------- | -------------------------------------------------------------------- | ----------------------------- |
| Żłobek            | Żłobek Gminny (funkcjonuje od 2015 r.)                               | ul. Generała Józefa Hallera 1 |
| Przedszkole       | Publiczne Przedszkole nr 1 „Jarzębinka”                              | ul. Generała Józefa Hallera 1 |
| Przedszkole       | Publiczne Przedszkole nr 2 „Pod Kasztanami” (funkcjonuje od 1948 r.) | ul. Kolejowa 16               |
| Szkoła podstawowa | Szkoła Podstawowa im. Powstańców Wielkopolskich                      | ul. Okólna 8                  |
| Szkoła podstawowa | Szkoła Podstawowa im. Polskich Noblistów                             | ul. Kaliska 52                |

## Sport

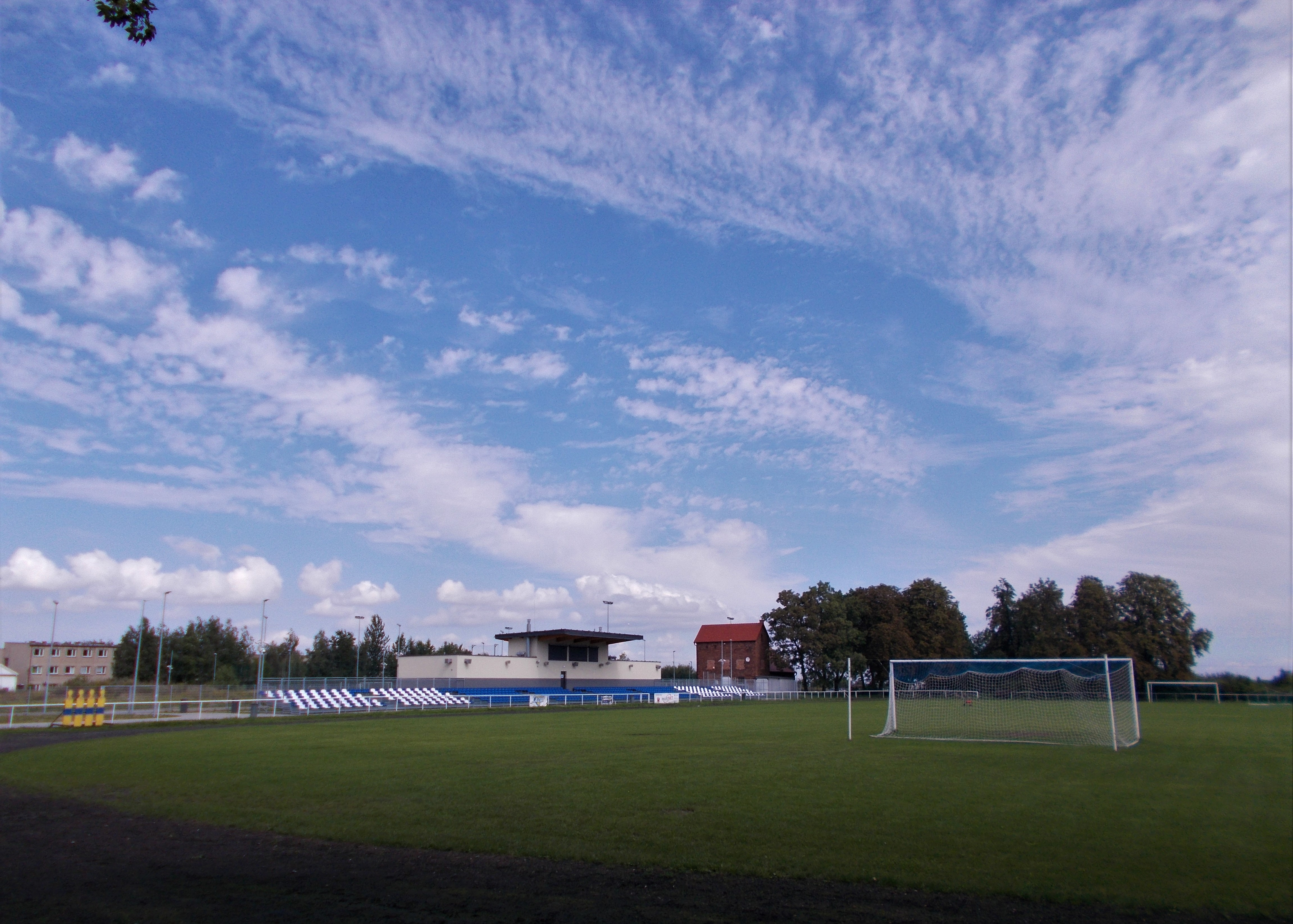
Stadion Miejsko-Gminny w Nowych Skalmierzycach

| Dyscyplina  | Nazwa/klub                                          | Data założenia |
| ----------- | --------------------------------------------------- | -------------- |
| Piłka nożna | Pogoń Nowe Skalmierzyce                             | 1921           |
| Piłka nożna | UKS Akademia Piłkarska Nowe Skalmierzyce            | 2018           |
| Kolarstwo   | Klasyk Skalmierzycki – wyścig kolarski dla amatorów | 2015           |

## Współpraca międzynarodowa

### Miasta partnerskie
- Căușeni (2014)[48]